# Rainer Brüderle
Rainer Brüderle (Berlim, 22 de junho de 1945) é um político e economista alemão.
Se diplomou em Economia pela Universidade de Mainz.
Depois de ter finalizado seus estudos universitários entrou no mundo da política, sendo membro do Partido Democrático Liberal. Em 28 de outubro de 2009, foi nomeado Ministro da Economia e Tecnologia da Alemanha durante o segundo governo de Angela Merkel, até que no dia 12 de maio de 2011 renunciou a seu cargo.